# 준 리만 다양체
미분기하학에서 준 리만 다양체(영어: pseudo/semi-Riemannian manifold)는 양의 정부호가 아닐 수 있는 계량 텐서가 주어진 매끄러운 다양체이며, 리만 다양체의 일반화이다.

## 정의
준 리만 다양체 {\displaystyle (M,g)}는 다음 조건을 만족시키는 매끄러운 (0,2)-텐서장 {\displaystyle g}가 갖추어진 매끄러운 다양체 {\displaystyle M}이다.
- (대칭성) 모든 벡터장 {\displaystyle X,Y}에 대하여 {\displaystyle g(X,Y)=g(Y,X)}이다.
- (비자명성) 만약 모든 벡터장 {\displaystyle Y}에 대하여 {\displaystyle g(X,Y)=0}인 벡터장 {\displaystyle X}가 있다면, {\displaystyle X=0}이다.

{\displaystyle g}는 {\displaystyle M}의 계량 텐서라고 한다. 만약 {\displaystyle g}가 추가로 양의 정부호라면 {\displaystyle (M,g)}는 리만 다양체가 된다.

## 로런츠 다양체
준 리만 다양체 {\displaystyle (M,g)}의 부호수(영어: signature)는 그 계량 텐서의 부호수이다. (만약 {\displaystyle M}이 연결 공간이라면 이는 모든 점에서 동일하다.) 부호수가 {\displaystyle (\dim M-1,1)}인 다양체를 로런츠 다양체(영어: Lorentzian manifold)라고 한다. (대신 {\displaystyle (1,\dim M-1)}로 정의하는 문헌도 있는데, 이는 {\displaystyle g\to -g}로 단순히 부호를 바꾸는 것에 불과하다.)

### 로런츠 다양체의 응용
로런츠 다양체는 물리학에서 등장한다. 특히, 일반 상대성 이론은 시공간을 4차원 로런츠 다양체로 나타낸다.

## 참고 문헌
- Chen, Bang-Yen (2011). 《Pseudo-Riemannian geometry, δ-invariants and applications》 (영어). World Scientific Publisher. ISBN 978-981-4329-63-7.
- O’Neill, Barrett (1983). 《Semi-Riemannian geometry with applications to relativity》. Pure and Applied Mathematics (영어) 103. Academic Press. ISBN 978-008057057-0.

## 같이 보기
- 인과 구조